# Cuauhtémoc, Jalisco
Cuauhtémoc är en ort i Mexiko.   Den ligger i kommunen Tolimán och delstaten Jalisco, i den södra delen av landet, 500 km väster om huvudstaden Mexico City. Cuauhtémoc ligger 898 meter över havet och antalet invånare är 273.
Terrängen runt Cuauhtémoc är varierad, och sluttar västerut. Runt Cuauhtémoc är det glesbefolkat, med 16 invånare per kvadratkilometer. Närmaste större samhälle är San Gabriel, 16,7 km nordväst om Cuauhtémoc. I omgivningarna runt Cuauhtémoc växer huvudsakligen savannskog.